# Reconstruction (groupe)
Pour les articles homonymes, voir Reconstruction.
Reconstruction est un groupe musical américain éphémère constitué par John Kahn en 1978. Il a joué  huit mois en 1979 avant de disparaître.

## Histoire
Son premier concert a eu lieu le 30 janvier 1979 au Keystone à  Berkeley en Californie.  Le dernier, le 22 septembre 1979  au Keystone  à Palo Alto en Californie.  Pendant cette période, le groupe a donné 57 concerts, en Californie et au Colorado. Reconstruction est la seconde (et dernière) unité dirigée par le tandem Merl Saunders (Chant, Orgue, Claviers) et Jerry Garcia (Chant, Guitare).
Le répertoire du groupe était assez proche de celui de son prédécesseur Legion of Mary, à savoir du rock, du rhythm and blues, de blues voire du funk, des reprises entre autres des Beatles ou de Bob Dylan, le tout dilué dans de la  Jam Sessions. En ce début d'année 1979, le Grateful Dead et le Jerry García Band se retrouvent tout à coup sans pianiste ni choriste, du fait de la défection-éviction du couple Donna Jean Godchaux et Keith Godchaux. Pendant que le Grateful Dead cherche un pianiste remplaçant, Jerry Garcia retrouve son ami et compère Merl Saunders, et tente un moment de le faire embaucher comme pianiste/organiste du Grateful Dead, mais sans succès.

## Composition du groupe
Le premier guitariste du groupe a été Jerry Miller, connu pour avoir joué dans Moby Grape. Jerry Garcia, qui voulait jouer dans un groupe de jazz, a remplacé Miller en 1979.  
- Jerry Garcia - guitare, chant
- John Kahn - guitare basse
- Merl Saunders - claviers, chant
- Ed Neumeister (en) - trombone
- Ron Stallings - saxophone ténor, chant
- Gaylord Birch (en)  - batterie